# Ildiko Vass
Ildiko Vass (Târgu Secuiesc, 7 giugno 1978) è un'ex cestista e allenatrice di pallacanestro rumena.
Alta 178 cm, giocava come guardia.

## Carriera
Con la Romania ha disputato due edizioni dei Campionati europei (2005, 2007).